# Frank Joseph Vavra
Frank Joseph Vavra (* 10. April 1890 in St. Paul, Nebraska; †  27. Juli 1966 in Denver, Colorado) war ein US-amerikanischer Maler, der für seine post-impressionistischen Landschaften des amerikanischen Südwestens bekannt ist.

## Leben
Frank Joseph Vavra wurde 1892 in Saint Paul, Nebraska, geboren. 1899 zog er mit seinen Eltern und zwei Brüdern nach Cheyenne, Wyoming. Seine Eltern stammten aus Prag in der Tschechoslowakei. Sein Großvater mütterlicherseits war Hofgärtner von Kaiser Franz Joseph I. von Österreich-Ungarn. In Cheyenne gab es keinen Zugang zu einer formalen Kunstausbildung, daher begann Vavra als Autodidakt zu malen. Erste Versuche, eigene Farben herzustellen, blieben erfolglos. Nach seinem Schulabschluss 1917 meldete sich Vavra zum Militärdienst im Ersten Weltkrieg. Während seines Einsatzes in der Argonnenoffensive wurde er durch Giftgas schwer verletzt. Zur Genesung wurde er in ein Krankenhaus in Vichy (Frankreich) gebracht, wo er einen Schüler von Claude Monet namens Pillan kennenlernte. Dieser unterstützte ihn künstlerisch während seiner Genesung.
Nach seiner Rückkehr in die Vereinigten Staaten begann Frank Joseph Vavra ein Kunststudium an der Denver Art Academy. Dort studierte er drei Jahre lang unter anderem bei John E. Thompson, Robert Graham und Henry Carter von der Philadelphia Academy of Fine Arts. Während seines Studiums heiratete er die Künstlerin Kathleen Huffman, die als Modezeichnerin für die Denver Dry Goods Company arbeitete. In den folgenden Jahren lebte Frank Joseph Vavra von einer kleinen Militärrente und versuchte, sich als Künstler zu etablieren. 1929 zog er sich mit seiner Familie nach Insmont bei Bailey, Colorado, zurück. Dort baute er ein Gebäude zu einem Atelierhaus um. Von 1930 bis 1942 lebte er dort mit seiner Frau und seinen drei Kindern. In dieser Zeit widmete er sich vor allem Landschaftsdarstellungen seiner unmittelbaren Umgebung.
1942 kehrte die Familie nach Denver zurück, unter anderem wegen der medizinischen Versorgung eines ihrer Kinder und der politischen Situation am Vorabend des Zweiten Weltkriegs. Vavra setzte seine künstlerische Tätigkeit fort und arbeitete später für die Olinger Decorating Company, für die er Wandmalereien anfertigte. Vavra begann mit realistischen Werken, wandte sich aber in seinem späteren Schaffen auch der gegenstandslosen Kunst zu. Bekannt wurde er vor allem durch seine impressionistischen Landschaftsgemälde des amerikanischen Südwestens. Er war 1948 Gründungsmitglied der Künstlergruppe 15 Colorado Artists.

## Werk
Frank Joseph Vavra begann mit post-impressionistischen Landschaften und entwickelte im Laufe der Jahre seinen Stil weiter, indem er Elemente des Regionalismus, der Moderne und schließlich der Abstraktion einfließen ließ. Zu seinen bekanntesten Werken zählen Yellow Meadows und Revolt. Letzteres thematisiert den Pueblo-Aufstand von 1680 und spiegelt Vavras Empathie für die Ureinwohner des Südwestens wider. Neben Gemälden schuf er auch Wandmalereien in verschiedenen Schulen in Denver sowie in den Landeshauptstädten von Colorado und Wyoming.